# The B-Side Collection
The B-Side Collection – pierwsza kompilacja amerykańskiego zespołu pop rockowego Maroon 5, wydana 18 grudnia 2007 roku przez wytwórnię A&M Records. Album zawiera siedem nowych utworów, w tym dwa z wykorzystaną muzyką do singla "Makes Me Wonder". Kompilacja już w pierwszym tygodniu od wydnia uplasowała się na 51. miejscu na liście Billboard 200.

## Lista utworów
1. "Story" – 4:29
2. "Miss You Love You" – 3:10
3. "Until You're Over Me" – 3:15
4. "Losing My Mind" – 3:20
5. "The Way I Was" – 4:18
6. "Figure It Out" – 2:59
7. "Infatuation" – 4:26